# 増田夕華
増田 夕華（ますだ せつか、2000年4月23日 - ）は、岐阜県池田町出身の女子競輪選手。日本競輪選手会岐阜支部所属、ホームバンクは大垣競輪場。日本競輪選手養成所第118期生。師匠は吉村和之（80期）。夫は競輪選手の吉田有希。

## 経歴
競輪好きの祖父に連れられて競輪場に行ったときに見た加瀬加奈子に憧れ、岐阜第一高校へ入学し自転車競技を始めた。2018年全国高等学校選抜自転車競技女子ケイリン優勝、2017年インターハイ女子ケイリン2位、2018年インターハイ女子ケイリン4位などの実績を残した。
2019年1月17日、日本競輪学校（当時）第118回技能試験に合格。在所中の競走成績は6位（16勝）。卒業記念レースは7着。
2020年5月29日、小倉競輪場での『競輪ルーキーシリーズ2020』でデビューし6着。初勝利は翌30日の小倉競輪場で、初優勝は2021年3月23日の名古屋競輪場で、それぞれ挙げた（完全優勝）。
2021年4月18日、ガールズ特別競走である新人女王戦・第3回『ガールズ フレッシュクイーン』（西武園）で優勝。特別競走初制覇とともに、ガールズ特別競走である7月のガールズケイリンフェスティバル出場権を獲得した。
2024年12月25日、かねてから交際していた競輪選手の吉田有希（119期）と入籍。

## 主な獲得タイトルと記録
- 2021年 - ガールズ フレッシュクイーン（西武園）